# شيخ أحمد (كوشك)
شيخ أحمد (بالفارسية: شیخ‌احمد) هي منطقة سكنية تقع في إيران في قسم كوشك الريفي. يقدر عدد سكانها بـ 46 نسمة .